# نیک استاوسکاس
نیک استاوسکاس (انگلیسی: Nik Stauskas؛ زادهٔ ۷ اکتبر ۱۹۹۳) یک بازیکن بسکتبال اهل کانادا است.
از باشگاه‌هایی که در آن بازی کرده‌است می‌توان به ساکرامنتو کینگز و فیلادلفیا سونتی‌سیکسرز اشاره کرد.
وی در مسابقات بین‌المللی در مجموع برندهٔ ۲ مدال برنز شده‌است.